# 40-й Венецианский кинофестиваль
40-й Венецианский международный кинофестиваль проходил в Венеции (Италия) с 31 августа по 11 сентября 1983 года.

## Жюри
- Бернардо Бертолуччи (председатель жюри, Италия),
- Джек Клейтон (Великобритания),
- Петер Хандке (Западная Германия),
- Леон Хиршман (Бразилия),
- Марта Месарош (Венгрия),
- Нагиса Осима (Япония),
- Глеб Панфилов (СССР),
- Боб Рафелсон (США),
- Усман Сембен (Сенегал),
- Мринал Сен (Индия),
- Ален Таннер (Швейцария),
- Аньес Варда (Франция).

## Фильмы в конкурсе
- Тише, он может услышать, режиссёр Карл Шульц
- Мария Шапделен, режиссёр Жиль Карл
- Тысячелетняя пчела, режиссёр Юрай Якубиско
- Жизнь – это роман, режиссёр Ален Рене
- Ханна К., режиссёр Коста-Гаврас
- Имя Кармен, режиссёр Жан-Люк Годар
- Студенческий поход, режиссёр Пупи Авати
- Дезертир, режиссёр Юлиана Берлингер
- Любовь в Германии, режиссёр Анджей Вайда
- Остановка в пути, режиссёр Франк Байер
- Дневник Эдит, режиссёр Ганс В. Гайссендёрфер
- Жар, режиссёр Томас Кёрфер
- Мать Мария, режиссёр Сергей Колосов
- Неудачники, режиссёр Роберт Олтмен
- Hotel Tsentral, режиссёр Георги Бранев
- Farrebique, режиссёр Жорж Рукье
- Jogo de Mão, режиссёр Моник Рутлер
- Mittens ins Herz, режиссёр Дорис Дёрри
- Аллея чёрных лачуг, режиссёр Эзан Пальси

## Награды
- Золотой лев: Имя Кармен, режиссёр Жан-Люк Годар
- Особый приз жюри: Farrebique, режиссёр Жорж Рукье
- Серебряный лев за лучший дебют: Аллея чёрных лачуг, режиссёр Эзан Пальси

- Кубок Вольпи за лучшую мужскую роль: в фильме Неудачники:
  - Мэтью Модайн,
  - Джордж Дзундза,
  - Дэвид Алан Грир,
  - Гай Бойд,
  - Митчел Лихтенштейн,
  - Майкл Райт.
- Кубок Вольпи за лучшую женскую роль: Дарлинг Лежитимю — Аллея чёрных лачуг
- Золотой лев за вклад в мировой кинематограф: Микеланджело Антониони
- Приз ФИПРЕССИ:
  - Фанни и Александр, режиссёр Ингмар Бергман
  - Власть чувств, режиссёр Александр Клуге